# 刘雪涛
刘雪涛（1922年4月12日—2011年10月5日），字伯英，男，河南开封人，京剧小生。1953年加入北京京剧三团。

## 简历
9岁随父刘俊亭学艺，12岁登台。17岁拜徐碧云为师。1952年拜姜妙香为师，姜派艺术门生。中年后开始学画，最喜画竹。

## 指点老师
- 徐斌寿
- 吴彩云
- 俞步兰
- 姜妙香
- 金仲仁
- 陈盛泰

## 合作演员
- 张君秋（合作了44年）[2]
- 马最良
- 雷喜福
- 李洪春
- 李万春
- 赵晓岚
- 谭富英
- 梁小鸾
- 李盛藻
- 李玉芝
- 白玉薇
- 荀慧生
- 程砚秋
- 于连泉
- 杨宝森
- 奚啸伯
- 徐东明
- 李宗义
- 趙燕俠

## 演出剧目
- 《群英会》
- 《得意缘》
- 《齐双会》
- 《御碑亭》
- 《南山化蝶》
- 《刘兰芝》
- 《彩楼记》
- 《望江亭》（1958年拍成戏曲故事片）
- 《珍妃》
- 《秋瑾》
- 《西厢记》
- 《状元媒》
- 《姜秋莲》
- 《怜香伴》
- 《诗文会》